# Nicolás Kingman
Nicolás Kingman Riofrío (Loja, 18 de noviembre de 1918-Quito, 19 de marzo de 2018) fue un periodista, escritor y político ecuatoriano.

## Biografía de Edward Kingman
Su padre fue el médico Edward  Kingman, de Newton, Connecticut, quién viajó al cantón Portovelo, en la provincia de El Oro, a fin de trabajar para la South America Development Company. Edward trabajó en las minas de Zaruma y fue la segunda persona en tener un automóvil en Quito (el primero fue Juan Isaac Navarro). Se casó con la lojana Rosa Riofrío viuda de Córdova, quien tenía dos hijos: César Augusto y Filomena. Contrajeron matrimonio y procrearon tres hijos: Eunice, Eduardo (un reconocido pintor ecuatoriano) y Nicolás.
Nicolás Kingman completó sus estudios secundarios en el colegio Vicente Rocafuerte, de Guayaquil. Se desempeñó como diputado en la Asamblea Constituyente de 1944 y luego en el Congreso Nacional de 1948 y 1956. Fue visitador general de la Administración en la presidencia de Carlos Julio Arosemena Monroy entre 1961-1963 y director del diario La Hora desde 1986. Fue miembro fundador de la Unión de Artistas y Escritores, miembro de la Casa de Cultura Ecuatoriana y del consejo editorial de la Biblioteca del Banco Central de Ecuador.
En su adolescencia inició la primera huelga estudiantil en el colegio Vicente Rocafuerte y al mismo tiempo empezó una amistad cercana con Pedro Jorge Vera y miembros del Grupo de Guayaquil, como Joaquín Gallegos Lara, Demetrio Aguilera Malta, Alfredo Pareja Diezcanseco, José de la Cuadra y Enrique Gil Gilbert.
Kingman es el autor del libro de cuentos Comida para locos (1974) y las novelas Dioses, semidioses y astronautas (1982) y La escoba de la bruja (2000).
En 1997 recibió el Premio Nacional de Cultura Eugenio Espejo a la actividad cultural.
Nicolás Kingman estuvo casado con Gloria Garcés, con quien procreó cuatro hijos: Eduardo, Carmen Elena, Santiago y Simona.
Kingman falleció la tarde del lunes 19 de marzo en Quito, a los 99 años de edad.

## Trabajos
- Comida para locos (cuentos, 1974).
- Dioses, semidioses y astronautas (novela, 1982).
- La escoba de la bruja (novela, 2000).
- Obras completas (relatos, novelas, crónicas, 2002).
- Antología del cuento andino (cuento publicado por el convenio Andrés Bello, 1984).